# OV Весов
OV Весов (лат. OV Librae) — одиночная переменная звезда в созвездии Весов на расстоянии приблизительно 23418 световых лет (около 7180 парсеков) от Солнца. Видимая звёздная величина звезды — от +15,4m до +14,9m.

## Характеристики
OV Весов — пульсирующая переменная звезда типа RR Лиры (RRC).